# トリシラス

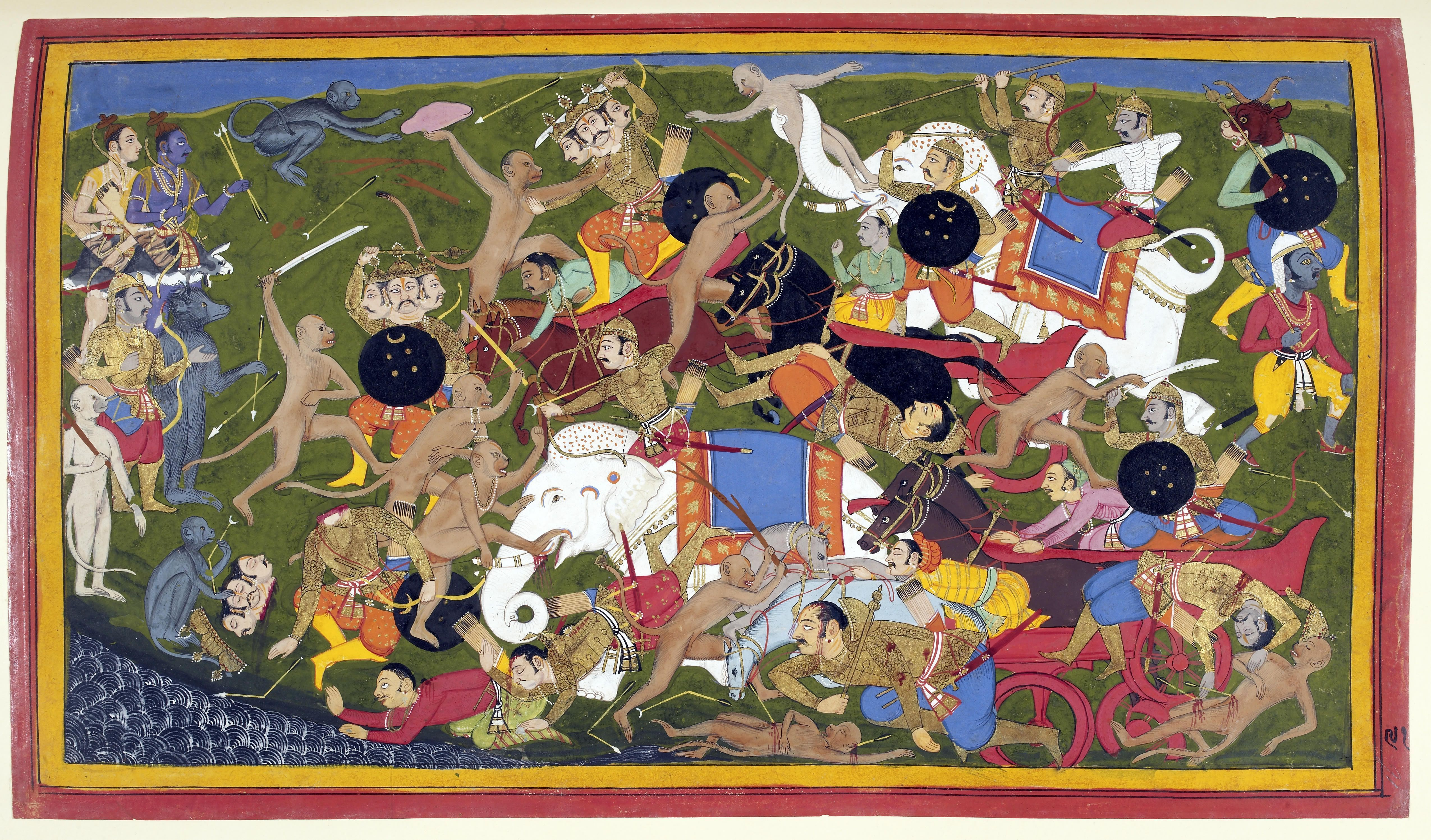
ハヌマーンと戦う三頭の将軍トリシラス。頭に3つの尖りを持つ王冠を戴いている。イスラム教徒の画家サーヒブ・ディーン（Sahib Din）による画。

トリシラス（梵: त्रिशिरस्, Triśiras, 「三つの頭を持つ者」の意）は、 インド神話に登場する怪物である。主に、
- トヴァシュトリの子
- ラーヴァナの子

の2人が知られている。以下に説明する。

## トヴァシュトリの子
このトリシラスは、トヴァシュトリ神の息子ヴィシュヴァルーパの別名。インドラ神に殺された。

## ラーヴァナの子
ラークシャサラークシャサの王ラーヴァナと第2の妻ダニヤマーリニーの息子で、アティカーヤ、ナラーンタカ、デーヴァーンタカと兄弟。異母兄弟にインドラジット、アクシャがいる。アヨーディヤーの王子ラーマとの戦争ではアンガダ、ニーラおよびハヌマーンと戦った。
王弟クムバカルナが戦死したとの知らせはランカーの王宮に大きな衝撃を与えた。ラーヴァナや、王子ナラーンタカ、デーヴァーンタカ、重臣マホーダラとマハーパールシュヴァらの間に深い悲しみが広がる中、トリシラスが父ラーヴァナを励ますことで、彼らは悲しみから立ち直った。その後、トリシラスは戦意を高揚させる3人の兄弟ナラーンタカ、デーヴァーンタカ、アティカーヤ、およびマホーダラ、マハーパールシュヴァとともに出撃した。
トリシラスは頭に3つの尖りのある王冠を戴き、戦車に武器を満載して戦場に現れた。しかし兄弟のナラーンタカがアンガダに討たれると、トリシラス、デーヴァーンタカ、マホーダラは激怒してアンガダを攻撃した。しかしアンガダを助けるためにハヌマーンとニーラが駆けつけた。トリシラスはニーラが投じた山の頂を矢で撃ち砕いたが、デーヴァーンタカがハヌマーンに討たれたため、マホーダラとともにニーラを攻撃した。トリシラスは矢を放ち、マホーダラもまた身体から相手の目を眩ませるような光を放ちながら矢を射たが、マホーダラは逆にニーラの投じた巨岩に押し潰された。
マホーダラが討ち死にすると、トリシラスは攻撃対象をニーラからハヌマーンに移した。トリシラスは相手が投じた岩や大木を矢で撃ち砕いた。しかしハヌマーンによって馬を爪で引き裂かれ、怒って槍を投じたが、ハヌマーンは槍をつかんでへし折った。続いて剣で攻撃したが、胸を殴られて剣を奪われた。トリシラスはなおも拳で殴りかかったが、爪で首を断たれた。

## その他のトリシラス
- ヴィシュヌ神に殺されたアスラ [1]。
- クヴェーラ神の別名[1]。